# 弓背嶺鰍
弓背嶺鰍（學名：Oreonectes acridorsalis），為輻鰭魚綱鯉形目條鰍科嶺鰍屬的其中一種。分布於亞洲中國廣西壯族自治區天峨縣的一個地下洞穴中，本魚體延長且側扁，頭部略凹，口下位，下唇表面具皺褶，觸鬚3對，頰部至鰓蓋具帶狀突起，無眼，體無鱗片，體淡黃色，魚鰭透明，尾鰭叉形，上下葉圓鈍，體長可達6.6公分，棲息在洞穴底層水域，生活習性不明。

## 扩展阅读
維基物種上的相關：弓背嶺鰍